# John Abraham Fisher
John Abraham Fisher (ur. 1740 w Dunstable lub Londynie, zm. 1806 w Londynie) – angielski kompozytor i skrzypek.

## Życiorys
Był uczniem Thomasa Pinto. W latach 1769–1778 był udziałowcem Covent Garden Theatre w Londynie, jako jego koncertmistrz pisał na potrzeby tej sceny muzykę do przedstawień. W 1777 roku Uniwersytet Oksfordzki przyznał mu tytuły bakałarza i doktora muzyki. Po 1780 roku rozpoczął podróże koncertowe jako skrzypek, występował w Niemczech, Austrii i Rosji. Podczas pobytu w Wiedniu w 1783 roku poznał śpiewaczkę Nancy Storace, którą poślubił. Żonę traktował jednak źle, w związku z czym został skazany przez cesarza na banicję, a małżeństwo rozpadło się. Od 1786 do 1788 roku przebywał w Irlandii, następnie osiadł w Londynie.
Poza licznymi utworami scenicznymi skomponował m.in. oratorium Providence (wyst. Oxford 1777), 6 symfonii (ok. 1775), Koncert na skrzypce, 2 skrzypiec, altówkę i basso continuo (ok. 1782).